# Philipp Etter
Philipp Etter (Menzingen, 21 dicembre 1891 – Berna, 23 dicembre 1977) è stato un politico svizzero.
Nel marzo 1934 è stato eletto nel Consiglio federale svizzero, rimanendovi fino al dicembre 1959.
Era rappresentante del Partito Popolare Democratico.
Ha ricoperto la carica di Presidente della Confederazione svizzera quattro volte (1939, 1942, 1947, 1953).